# أوتباك ستيك هاوس
أوتباك ستيك هاوس (بالإنجليزية: Outback Steakhouse) هي سلسلة أمريكية من المطاعم غير الرسمية ذات الطابع الأسترالي، تقدم المأكولات الأمريكية، ومقرها في تامبا، فلوريدا. تمتلك السلسلة أكثر من 1000 موقع في 23 دولة في جميع أنحاء أمريكا الشمالية وأمريكا الجنوبية وآسيا وأستراليا. تأسست في مارس 1988 مع موقعها الأول في تامبا على يد بوب باشام، وكريس تي سوليفان، وترودي كوبر، وتيم غانون.

## التاريخ
تم افتتاح أول مطعم أوتباك ستيك هاوس في عام 1988 في تامبا، فلوريدا.
بدأت مطاعم كانديان أوتباك ستيك هاوس في عام 1996. وفي مارس 2009، أغلقت أوتباك ستيك هاوس في كندا فجأة جميع المواقع التسعة في مقاطعة أونتاريو، بسبب الظروف الاقتصادية السيئة، ولكن في يونيو 2009، افتتحت أوتباك ستيك هاوس موقعًا في شلالات نياجرا، أونتاريو. تم افتتاح موقع ثانٍ في شلالات نياجرا.
تم افتتاح أوتباك ستيك هاوس في المملكة المتحدة من خلال أوتباكبوم.كوم ومواقع في برمنغهام وباسيلدون وإنفيلد ورومفورد وستيفيناج وستينز. بحلول سبتمبر 2011، لم يبق سوى متاجر باسيلدون ورومفورد وأغلق هذا المتجر في 13 سبتمبر.
في 14 يونيو 2007، أكملت أو إس آي ريستورانت بارتنرز خطة إعادة شراء الأسهم، وأصبحت الشركة مملوكة للقطاع الخاص. في أبريل 2012، تقدمت شركة بلومين براندز، المالك الحالي لمطعم أوتباك ستيك هاوس، بطلب إلى لجنة الأوراق المالية والبورصات لجمع ما يصل إلى 300 مليون دولار في طرح عام أولي.
أصبحت شركة شركة بلومين براندز شركة مساهمة عامة في بورصة ناسداك تحت رمز المؤشر "بي إل إم إن".